# Ann-Marie Wallsten
Ann-Marie Wallsten, gift Fehrnström, född 21 augusti 1943, svensk orienterare som blev europamästarinna i stafett 1964 och tog individuellt EM-silver samma år.